# Feedback Is Payback
Feedback Is Payback è il primo album in studio del gruppo musicale statunitense 1208, pubblicato nel 2002.

## Tracce
1. 1988 – 3:28
2. Lies That Lie – 2:33
3. Just Anyone – 2:46
4. Outside Looking In – 2:46
5. Scared Away – 3:08
6. Erase 'em All – 2:45
7. Pick Your Poison – 3:18
8. Jimmy – 2:54
9. Lightshow – 2:22
10. Retire – 2:22
11. Slowburn – 3:14
12. What I Saw – 2:40
13. Speak Easy – 2:29
14. Obstructure – 2:51